# Oasis Beach Tower
Oasis Beach Tower – budynek o wysokości 245 m znajdujący się w Dubaju w Zjednoczonych Emiratach Arabskich. Ma 51 pięter, został wybudowany przez firmę EMAAR Properties w Dubai Marina w centrum miasta.